# Шулз, Клод
Клод Стэ́нли Шулз (англ. Claude Stanley Choules [ˈʃuːlz]; 3 марта 1901, Першор, графство Вустершир, Великобритания — 5 мая 2011, Перт, Австралия) — австралийский сверхдолгожитель, один из последних ветеранов Первой мировой войны. На момент смерти являлся последним мужчиной, участвовавшим в сражениях Первой мировой войны. Также был последним человеком, которому довелось участвовать в двух мировых войнах.

## Биография
Клод Стэнли Шулз родился в городке Першор в английском графстве Вустершир. Вслед за своими старшими братьями он попытался записаться добровольцем на фронт в самом начале Первой мировой войны, но был слишком молод. Позже, в возрасте 15 лет, он записался в королевский военно-морской флот и служил на корабле Ривендж. Оказавшись на флоте, Клод Шулз (известный однополчанам по прозвищу Чаклз, от английского Chuckles — «смешок») участвовал в морских операциях в Северном море. Шулз являлся очевидцем капитуляции германского флота у Ферт-оф-Форт в ноябре 1918 года и затопления немецкого Флота открытого моря в бухте Скапа-Флоу на Оркнейских островах.
После войны, в 1926 году, Клод Шулз переехал в Австралию, где продолжил карьеру военнослужащего, поступив на службу в Королевский австралийский военно-морской флот.
Во время Второй мировой войны он командовал проведением подрывных работ на западе Австралии. В его обязанности, в частности, входило уничтожение стратегической гавани Фримантл под Пертом в случае вторжения японских сил.
В возрасте 80 лет Шулз поступил на литературные курсы и записал свои мемуары. Позднее они легли в основу его автобиографии «Последний из последних», изданной в 2009 году.
Скончался во сне 5 мая 2011 года в доме престарелых города Перт на юго-западе Австралии в возрасте 110 лет.

Мы все любили его. Грустно думать, что его больше нет здесь. Но так уж всё устроено.
— дочь ветерана Клода Шулза, Дафне Эдингер

## Семья
В 1926 году, во время морского путешествия, Клод Стэнли Шулз познакомился со своей будущей женой, 21-летней Этель Вилгоуз, с которой они вместе прожили 76 лет. Этель скончалась в 2003 году в возрасте 98 лет. У Шулзов было трое детей  и 11 внуков.

## Рекорды долголетия
- 3 июня 2009 года Клод Шулз стал старейшим мужчиной Австралии и последним ветераном Первой мировой войны, проживающим в этой стране, после смерти долгожителя Джона Росса.
- 27 февраля 2011 года, после смерти американского ветерана Фрэнка Баклза, он стал последним ныне живущим мужчиной-ветераном Первой мировой войны.
- 11 апреля 2011 года, Шулз стал старейшим жителем за всю историю австралийского штата Западная Австралия, после того как побил рекорд долголетия своей соотечественницы Ады Шарп (110 лет, 39 дней).
- На момент смерти 5 мая 2011 года Клод Стэнли Шулз был последним боевым ветераном Первой мировой войны, последним мужчиной-участником этой войны и последним участником обеих мировых войн.